# Solomon Lekuta
Solomon Lekuta (né le 3 octobre 1999) est un athlète kényan, spécialiste du 800 m.

## Carrière
Le 14 juin 2017, il bat son record personnel en 1 min 45 s 4 à Nairobi.

## Palmarès
| Date | Compétition                   | Lieu    | Résultat | Epreuve | Temps         |
| ---- | ----------------------------- | ------- | -------- | ------- | ------------- |
| 2018 | Championnats du monde juniors | Tampere | 1er      | 800 m   | 1 min 46 s 35 |

## Records
| Épreuve | Performance  | Lieu    | Date         |
| ------- | ------------ | ------- | ------------ |
| 800 m   | 1 min 45 s 4 | Nairobi | 14 juin 2017 |